# Środowiskowy Szczep 6 Tarnobrzeskich Drużyn Harcerskich „Knieja”
Środowiskowy Szczep 6 Tarnobrzeskich Drużyn Harcerskich „Knieja” im. Szarych Szeregów to obecnie największe i najstarsze środowisko harcerskie na terenie Tarnobrzega. Od 1981 do 1984 drużyna, następnie przeradza się w szczep. Od chwili powstania działa w ramach Związku Harcerstwa Polskiego.
W latach 80. XX wieku jeden z ośrodków, w których kultywowano harcerskie tradycje, w tym przedwojenne Przyrzeczenie Harcerskie. Harcerki i harcerze szczepu angażowali się w działania organizowane przez niejawny Ruch Harcerski Rzeczypospolitej – Białe Służby, uroczystości partyzanckie na Wykusie, przygotowywali druki, prasę i wystawy propagujące niezafałszowaną historię harcerstwa.
W roku 2007, dziesięcioro harcerek i harcerzy szczepu weszło w skład reprezentacji ZHP na XXI Jamboree w Wielkiej Brytanii, organizowanego z okazji 100-lecia skautingu. Członkowie szczepu uczestniczyli również w XXII Jamboree, które odbyło się w 2011 r. w Szwecji.

## Historia
- 1981

Przy Szczepie „Żółte Zagłębie”, w Szkole Podstawowej nr 3 w Tarnobrzegu powstaje 6 Drużyna Harcerska. Pierwsze Przyrzeczenie odbywa się pod kapliczką św. Onufrego. 25 marca ukazuje się pierwszy rozkaz, bohaterem drużyny zostają Szare Szeregi.
- 1982

Przyznano pierwsze barwy drużyny – granatową chustę z białą oblamówką i symbolem Szarych Szeregów. Przyjęto również, poznane w Krakowie, puszczańskie nazewnictwo, w tym nazwę „Knieja”. Drużyna wzięła udział w I Zlocie KIHAM w Hucie Komorowskiej.
- 1983

Powstaje 7 Środowiskowy Szczep „Puszcza”, w skład którego wchodzi „Knieja”. Drużyna wyjeżdża na obóz do Jerzwałdu oraz bierze udział w XI pielgrzymce żołnierzy Polski Walczącej na Jasnej Górze połączonej z pielgrzymką harcerstwa niepokornego.
- 1984

Kniejasi po raz pierwszy uczestniczą w Rajdzie „Arsenał”. Na obozie w Siemianach odbywa się pierwszy bieg na ćwika i pionierkę. Powstaje 12 Środowiskowy Szczep 6TDH „Knieja” im. Szarych Szeregów.
- 1985

Harcerki i harcerze Szczepu dwukrotnie spotykają się z Matulą Polskich Harcerzy – Zdzisławą Bytnar, organizują obóz w Siemianach i wystawę „Harcerstwo Tarnobrzeskie 1912-1985”. Powstaje pierwsza gromada zuchowa.
- 1986

Powstaje Krąg Instruktorski „Chaszcz”, odbywa się pierwsze Zobowiązanie Instruktorskie. Kniejasi pełnią służbę podczas Zlotu – Pielgrzymki 75-lecia Harcerstwa, biorą udział „75-leciu Harcerstwa” w Krakowie.
- 1987

Sukcesy na kilku festiwalach piosenki. Przy Szczepie powstaje poczta harcerska. Kniejasi uczestniczą w II Białej Służbie w Tarnowie i Krakowie oraz obozie w Belgii, organizują wystawę „75 lat Harcerstwa Tarnobrzeskiego”.
- 1988

Harcerze starsi Kniei uczestniczą w uroczystościach symbolicznego pochówku cichociemnego, majora Jana Piwnika „Ponurego” (organizowanych przez Ruch Harcerski) na Wykusie. „Złoty Perkoz” za harcerskie filmy video.
- 1989

W Tarnobrzegu odbywa się Zlot Drużyn Szaroszeregowych. Kniejasi otrzymują z rąk Stanisława Broniewskiego „Orszy” nowy Proporzec Szczepu.

## Drużynowiiszczepowi
- Drużynowy 6TDH „Knieja” im. Szarych Szeregów
  - 1981 – 1984 – hm. Janusz Szwed
- Komendanci Środowiskowego Szczepu 6TDH „Knieja” im. Szarych Szeregów
  - 1984 – 1987 – hm. Janusz Szwed
  - 1987 – 1999 – hm. Henryk Kędzia
  - 1999 – 2016 – hm. Mariusz Bezdzietny HR
  - 2016 - 2018 – pwd. Marcin Więckiewicz HO
  - 2018 - 2022 – pwd. Agnieszka Milcz HO
  - 2022 - 2023 – pwd. Daria Pawełczyk
  - Od 2023 – pwd. Amelia Wójcik